# 短柄尖吻鱸
短柄尖吻鱸為輻鰭魚綱鱸形目鱸亞目尖嘴鱸科的一種，為熱帶魚類，分布於亞洲緬甸淡水及半鹹水域，體長可達36.3公分，棲息在底中層水域，屬肉食性，生活習性不明。

## 擴展閱讀
維基物種上的相關：短柄尖吻鱸